# Élise Prod'homme
Pour les articles homonymes, voir Prod'homme et Prodhomme.
Élise Prod’homme le 26 mars 1989 au Mans (Sarthe) est une joueuse, puis entraîneuse française de basket-ball.

## Biographie
Après une première saison en LFB réussie, Angers la prolonge pour deux nouvelles saisons.
Précieuse en défense, ses statistiques à Angers en 2015-2016 sont de 4,4 points (dont 31,4 % à trois points) et 1,2 rebond pour 2,8 d'évaluation en championnat et 7,7 points (33,3 % à trois points), 1,9 rebond et 1,3 passe décisive en Eurocoupe. Pour 2016-2017, elle choisit la Ligue 2 avec le relégué Calais. Elle retourne à l'Union Féminine Angers Basket 49 durant les saisons 2017-2018 et 2018-2019 où elle joue des matchs de coupe de France puis en 2019-2020 et 2020-2021 à l'AS Aulnoye-Aymeries en ligue féminine 2.
En janvier 2023, elle est nommée entraîneuse du groupe espoirs masculins de la JDA Dijon. En parallèle, après avoir été coach-assistante de l'équipe de France U16 Masculine durant l’été 2022 , elle est également en 2023 entraîneuse principale de l'équipe de France féminine U20 qui remporte le championnat d'Europe disputé en Lituanie du 29 juillet au 6 août 2023.
En juillet 2025, elle conduit l'équipe de France masculine U18 à une médaille d'argent, battue 81 à 82 par l'Espagne. Elle est l'une des rares femmes à être entraîneuse principale d'une équipe masculine : « Pendant que je jouais, j’ai coaché des jeunes filles pendant 10 ans. Et par contre une fois que j’ai arrêté ma carrière de joueuse, je voulais coacher des garçons (...) Coacher des joueuses avec qui j’ai joué, avec qui je suis amie, je ne voulais pas. Je voulais laisser passer des générations. Et puis j’aime me challenger. Chez les garçons, il y a très peu de femmes dans les staffs, et à un moment donné il faut tenter pour voir ce que ça donne ».

## Palmarès

### En tant que joueuse
- Championne de France Ligue 2 en 2013
- Vainqueur du Trophée Coupe de France en 2010 et 2012

### En tant qu’entraîneuse
- Médaille d'or Championnat d'Europe féminin des moins de 20 ans 2023
- Médaille d'argent Championnat d'Europe masculin des moins de 18 ans 2025